# Kruszynek (powiat włocławski)
Kruszynek – wieś w Polsce położona w województwie kujawsko-pomorskim, w powiecie włocławskim, w gminie Włocławek.
W latach 1954–1972 wieś należała i była siedzibą władz gromady Kruszynek. W latach 1975–1998 miejscowość należała administracyjnie do województwa włocławskiego. Według Narodowego Spisu Powszechnego (III 2011 r.) liczyła 454 mieszkańców. Jest szóstą co do wielkości miejscowością gminy Włocławek.
We wsi znajduje się neogotycki dwór. Budynek wzniesiono w 2. połowie XIX wieku. Majątek był własnością kolejno Poddębskich (2. połowa XVI w.), Radoszewskich (koniec XVIII w.), Seweryna Mierzwińskiego (połowa XIX w.), Antoniego Ostaszewskiego (w 1905 roku), Hacków (początek XX w. – do 1945 r.).